# Минское общество сельского хозяйства
Минское общество сельского хозяйства (бел. Мінскае таварыства сельскай гаспадаркі) — общественная организация хозяйственного (а позже и политического) характера, которая существовала с 20 августа 1876 года по 1 мая 1921 года и имела в своём составе в основном среднезажиточных и зажиточных землевладельцев Минской губернии.
Хозяйственная и научно-образовательная деятельность общества включала в себя производство и торговлю сельскохозяйственной продукцией, кредитование и страхование сельскохозяйственной деятельности, научные исследования и популяризацию знаний в области сельского хозяйства.
Усадьба общества находилась большую часть времени его существования в городе Минске — сначала в дворянском доме, после на Захаровской улице в доме Павловского (до 1898 года), а затем (с 1898 года) — в доме № 47 на Захарьевской улице, купленным у графа Кароля Эмериковича Чапского (1860—1904).
Общество получило свою известность и влияние в Минской губернии (и за её пределами) благодаря усилиям главных руководителей организации — многолетнего и авторитетного вице-председателя (1888—1907), председателя (1907—1921) Эдварда Адамовича Войниловича, графа Кароля Эмериковича Чапского (1860—1904); графа Ежи Эмериковича Чапского (1861—1930); вице-председателя (1907—1917, 1918-?) Романа Александровича Скирмунта (1868—1939) и других. Минское общество сельского хозяйства вошло в ряды самых эффективных и прогрессивных хозяйственных организаций Российской империи.
Благодаря своему лидеру Эдварду Войниловичу Минское общество сельского хозяйства стало образцовым и центральным в литовско-белорусском крае, на него в своей деятельности оглядывались сельскохозяйственные общества остальных литовско-белорусских губерний, что позволяло ослаблять негативное воздействие дискриминационных законов, введённых российскими властями после восстания 1863—1864 годов по отношению к местным католическим дворянам. По сути, в конце XIX — начале XX века Эдвард Войнилович стал неофициальным лидером коренных (католических и польскоязычных) дворян литовско-белорусских губерний.
Именно лидеры и члены Минского общества сельского хозяйства выдвинулись на роль лидеров в разработке и реализации идей «краёвости» в 1905—1918 годах, стали главными основателями Краёвой партии Литвы и Белоруссии (1907).
После падения российского самодержавия в ходе Февральской революции 1917 года лидеры общества положительно восприняли процесс политического самоопределения белорусов и стали активными сторонниками политической субъектности Белоруссии (вплоть до создания белорусской государственности), делая для этого конкретные шаги. В 1918 году они выступили с проектом создания Великого княжества Литовско-Белорусского, а в 1919—1921 годах были сторонниками создания польско-белорусской федерации.

## Создание Минского общества сельского хозяйства (1876)
Первым нефилиальным сельскохозяйственным обществом в шести губерниях Северо-Западного края стало Витебское общество сельского хозяйства, устав которого был утверждён 28 июля (8 августа) 1876 года Министерством государственных имуществ Российской империи. Вскоре 20 августа (1 сентября) 1876 года, когда был утверждён устав, было создано Минское общество сельского хозяйства (1876—1921) по инициативе будущего министра внутренних дел (1879—1880) Российской империи Льва Саввича Макова (1830—1883), получившего в собственность поместья Блонь и Новосёлки в Игуменском уезде, изъятые российской властью после январского восстания (1863—1864) у местной католической шляхты. Главной задачей общества была поставлена поддержка русского землевладения в Минской губернии, а также поддержка развития сельского хозяйства русских владельцев имений, чтобы совместными усилиями подорвать экономическое и количественное доминирование коренных землевладельцев, ослабленных разрушительными результатами восстания, введением «исключительного законодательства» и контрибуции, вытеснить их из поместий.
Первоначально его возглавил минский губернский предводитель (1877—1897) Василий Иванович Павлов, который был русским по происхождению, а членами сельскохозяйственного общества стали преимущественно чиновники губернской канцелярии. Одно из положений Устава гласило, что членами общества могут быть только «лица русского происхождения». Однако дискриминация местных землевладельцев католического вероисповедания («поляков») не способствовала эффективности работы общества, проявления хозяйственных или предпринимательских инициатив были редкостью на его заседаниях.

## Расширение состава и новые задачи общества сельского хозяйства (1878)

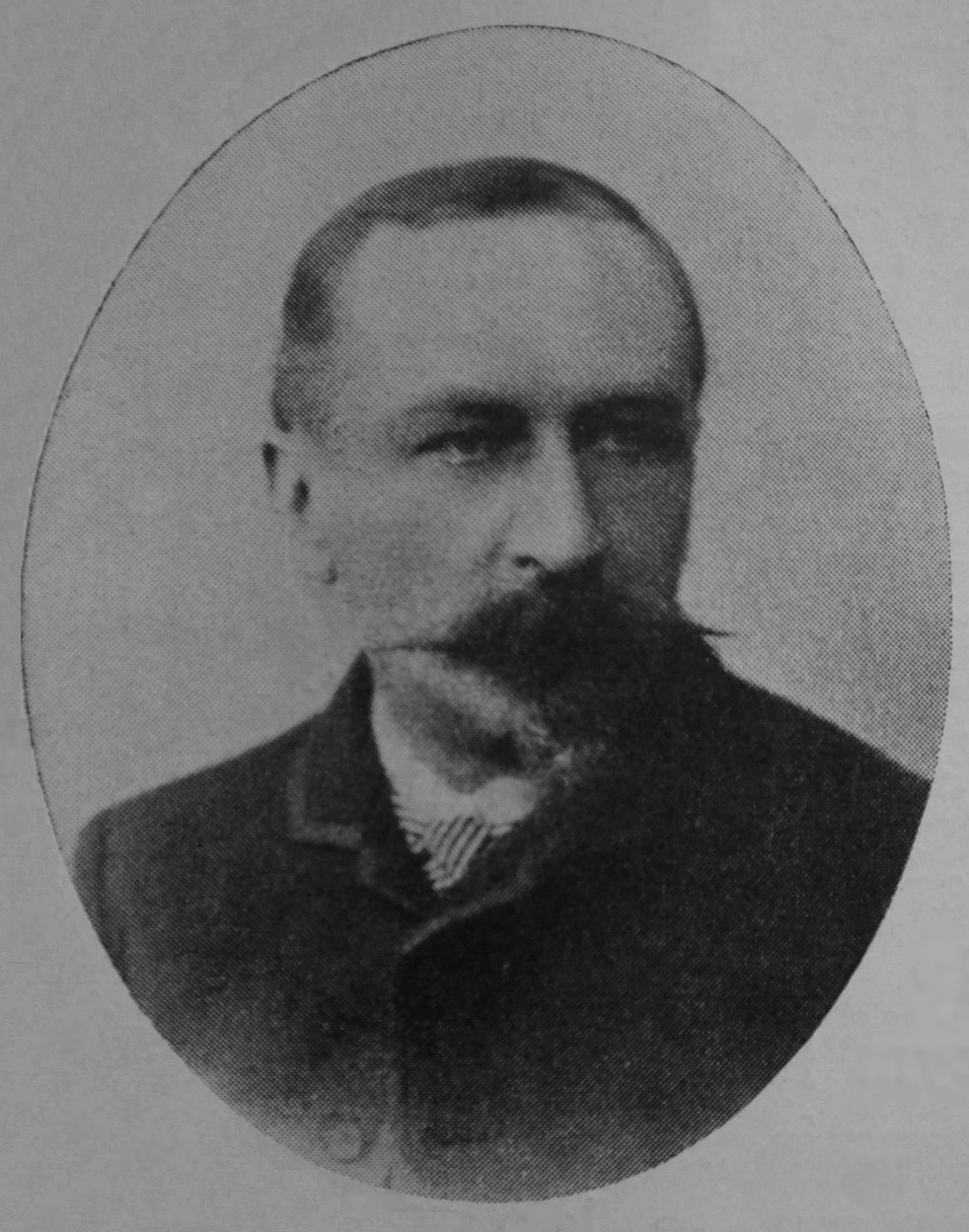
Александр Александрович Скирмунт (1830—1909)

В 1878 году губернский предводитель Павлов вынужден привлечь к работе общества и местных дворян католического происхождения («поляков»). Так, в 1878 году одними из первых приглашения к членству в организации получили бывший минский уездный предводитель (1863—1872) Лев Аполлинариевич Ванькович (1831-?) и землевладельцы Александр Александрович Скирмунт (1830—1909), Александр Игнатьевич Горват (около 1796—1888), Эдвард Фортунатович Здяховский (1836—1900), Мельхиор Каролевич Ванькович (1843—1892), Виктор Флорианавич Свида, Зигмунт Свенцицкий, Стефан Верещака, Виктор Цюндявицкий, Ян Кукевич и молодой Эдвард Адамович Войнилович (1847—1928). Но это было только начало. Как писал в воспоминаниях Эдвард Войнилович, «мундиры» на заседаниях общества уступили место «настоящим хозяевам». В конце 1878 года число членов общества достигло 64 человек. Большинство из них принадлежало к местной знати католического вероисповедания. С самого начала, как отметил Войнилович в мемуарах, «раз и навсегда было сказано, <…> что репутация сельскохозяйственного общества должна быть без укора и порока». На первое место ставилось добросовестное исполнение своих контрактов по аренде и торговле, забота о прибыльности дел общества никогда не должна была ставить под сомнение взятые перед клиентами обязательства.
После Витебского и Минского обществ начали возникать аналогичные сельскохозяйственные общества и в других литовско-белорусских губерниях (Могилёвское (1879), Виленское (1899), Ковенское (1900) и Гродненское общества сельского хозяйства (1901)), в составе которых также стали преобладать дворяне-католики. Это способствовало значительной активизации деятельности общества. Интерес землевладельцев края к обществам держался не только на улучшении прибыльности имений, но и на желании объединения и коммуникации в рамках одной организации. Причём это касалось не только хозяйственных дел. Скоро в деятельности сельскохозяйственного общества начала проявляться и публичная деятельность местного общества Северо-Западного края, лишённого земств, которые имелись после земской реформы в других губерниях Российской империи.
Так, в начале 1880-х годов представители сельскохозяйственных обществ литовско-белорусских губерний приняли участие в попытке политического реформирования Российской империи при проведении так называемых «окружных съездов», идея организации которых принадлежала российскому министру внутренних дел Михаилу Лорис-Меликову (1825—1888). Министр попытался привлечь к обсуждению государственных проблем (в основном, проблем развития сельского хозяйства в государстве) землевладельцев империи. От русских губерний, которые имели земства, представители-землевладельцы избирались земствами, а от белорусско-литовских земель (из-за отсутствия там земств) выбрать представителей было поручено сельскохозяйственным обществам. Окружные съезды должны были выбрать депутатов на Всероссийский съезд, который многие считали началом российского парламента. Минское общество сельского хозяйства (МОСХ) на основании своих выборов направила в Смоленск на съезд V округа, в который распределили Минскую, Могилёвскую, Смоленскую и Калужскую губернии, Эдварда Войниловича и Виктора Свиду. Избранные в Могилёвском обществе сельского хозяйства также местные дворяне-католики (И. Менжинский, А. Сеножецкий) представляли Могилёвскую губернию.

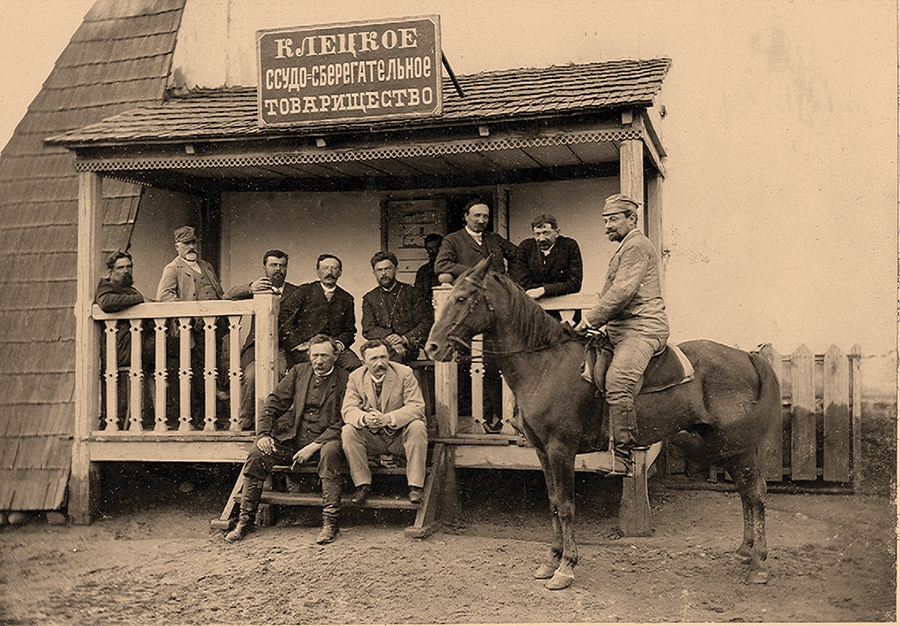
«Клецкий банк» — Клецкое кредитно-сберегательное товарищество, созданное Эдвардом Войниловичем. Третий справа Эдвард Войнилович (?). Фото раньше 1901 года

Депутаты от белорусских земель очень активно участвовали в дискуссиях на Смоленском съезде, причём в первую очередь с хозяйственными инициативами (кредитование, налоги), в то время как представители российских земств выступали исключительно с либеральными политическими инициативами, что очень удивило Эдварда Войниловича. В результате И. Менжинский стал одним из двух депутатов, избранных для участия во Всероссийском съезде. Эдвард Войнилович попал в число запасных. Однако «парламент» так и не был создан. Бомба Игнатия Гриневицкого 1 марта 1881 оборвала жизнь российского императора Александра II и перечеркнула проекты либеральных реформ в Российской империи.
Политические перемены, с которыми члены общества связывали надежды на отмену «муравьёвского» законодательства и указа от 10 декабря 1865 года, так и не состоялись. Но общество пыталось хозяйственной активностью компенсировать отсутствие политических прав. Со съезда в Смоленске Эдвард Войнилович привёз образец устава кредитно-сберегательного товарищества и разрешение на его открытие в Клецке. Товарищество занималось кредитованием землевладельцев и крестьян и получило в народе неофициальное название «Клецкий банк». В отдельные годы его капитал достигал 800 тысяч рублей, причём дворяне больше брали кредиты, а крестьяне больше делали депозиты. Эдвард Войнилович стал почётным председателем наблюдательного совета «банка».
В 1883 году Минское общество сельского хозяйства организовало в Минске сельскохозяйственную выставку. Выставка имела успех, который стал причиной значительного роста количества членов общества. Именно с этого времени оно приобрело чёткие черты организации, состоящей из коренных дворян Минской губернии. «Лица русского происхождения» были окончательно отодвинуты в обществе на второй план, а сама успешная деятельность общества сельского хозяйства значительно улучшала экономическое положение местных дворян-католиков, в чём была немалая заслуга Эдварда Войниловича.

## Начало расцвета (1888)

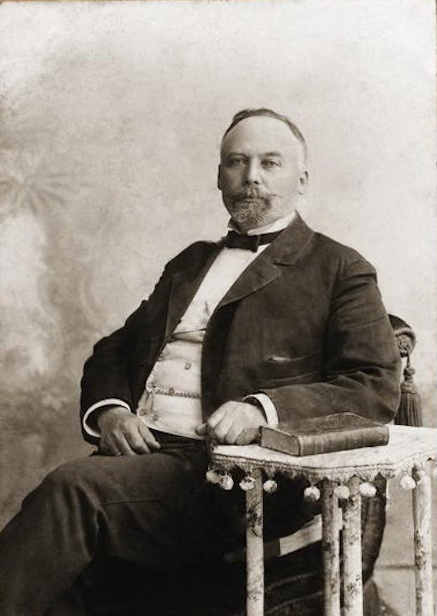
Эдвард Адамович Войнилович (1847—1928), около 1910 г. Фотограф Самир Львович Юхнин

В 1888 году Эдвард Войнилович (1847—1928) был единогласно избран вице-председателем Минского общества сельского хозяйства (МОСХ) и стал его фактическим руководителем, так как должность председателя, которая имела исключительно почётный характер, обычно занимал минский губернатор (в 1888 году им был генерал-лейтенант князь Николай Николаевич Трубецкой). С этого времени начался настоящий взлёт деятельности сельскохозяйственного общества в Минской губернии. Дела всегда успешно решались благодаря таланту, активности и сообразительности его членов, в первую очередь — Эдварда Войниловича. Состав общества становился более представительным, так как присоединялись люди дела, которые проявляли заинтересованность в процветании и благополучии хозяйства поместий как наследственных, так и приобретённых.
Сфера хозяйственной деятельности общества в 1880—1890-е годы постоянно расширялась: в 1891 году общество приобрело бойню в Минске; создало Минское общество взаимного кредита; в 1896 году был основан торговый отдел общества, который приносил огромные доходы; в 1901 году начало действовать Общество взаимного страхования (от огня), которое имело свои филиалы во всех шести белорусско-литовских губерниях. Общество занималось заготовками и поставками зерна военному министерству Российской империи и продажей ячменя пивоваренным заводам Санкт-Петербурга и Москвы. Общество поставляло лесные материалы донецким каменноугольным шахтам, экспортировало лес, наладило торговые отношения с Варшавой по сбыту масла и молочных продуктов, занималось благоустройством минских лошадиных ярмарок, созданием образцовой ярмарки на Золотой Горке по продаже лошадей и других животных. Минским обществом сельского хозяйства были также созданы объединение винокуренных заводчиков, акционерное общество крахмалопаточного завода «Сокол» и лесная биржа.
При обществе, по мере развития организации, создавались секции, которые занимались отдельными вопросами развития местного хозяйства (агрономия, животноводство, винокурение, лесоводство и т. д.), и филиалы МОСХ во многих уездных центрах Минской губернии. Быстро возросли бюджет и дивиденды организации, были созданы и значительные фонды общественного назначения. Общество создавало рабочие места, чем позволяло заработать тем людям, которые относились к «лицам польского происхождения» и по российским законам, принятым после подавления восстания 1863—1864 годов, не могли работать на государственной службе в «западных губерниях». Деятельность общества привела к тому, что продукция местных усадеб (коровы, свиньи) выжимала из рынка привозную (степной рогатый скот, овцы) и своей конкуренцией снижала цены для покупателей.

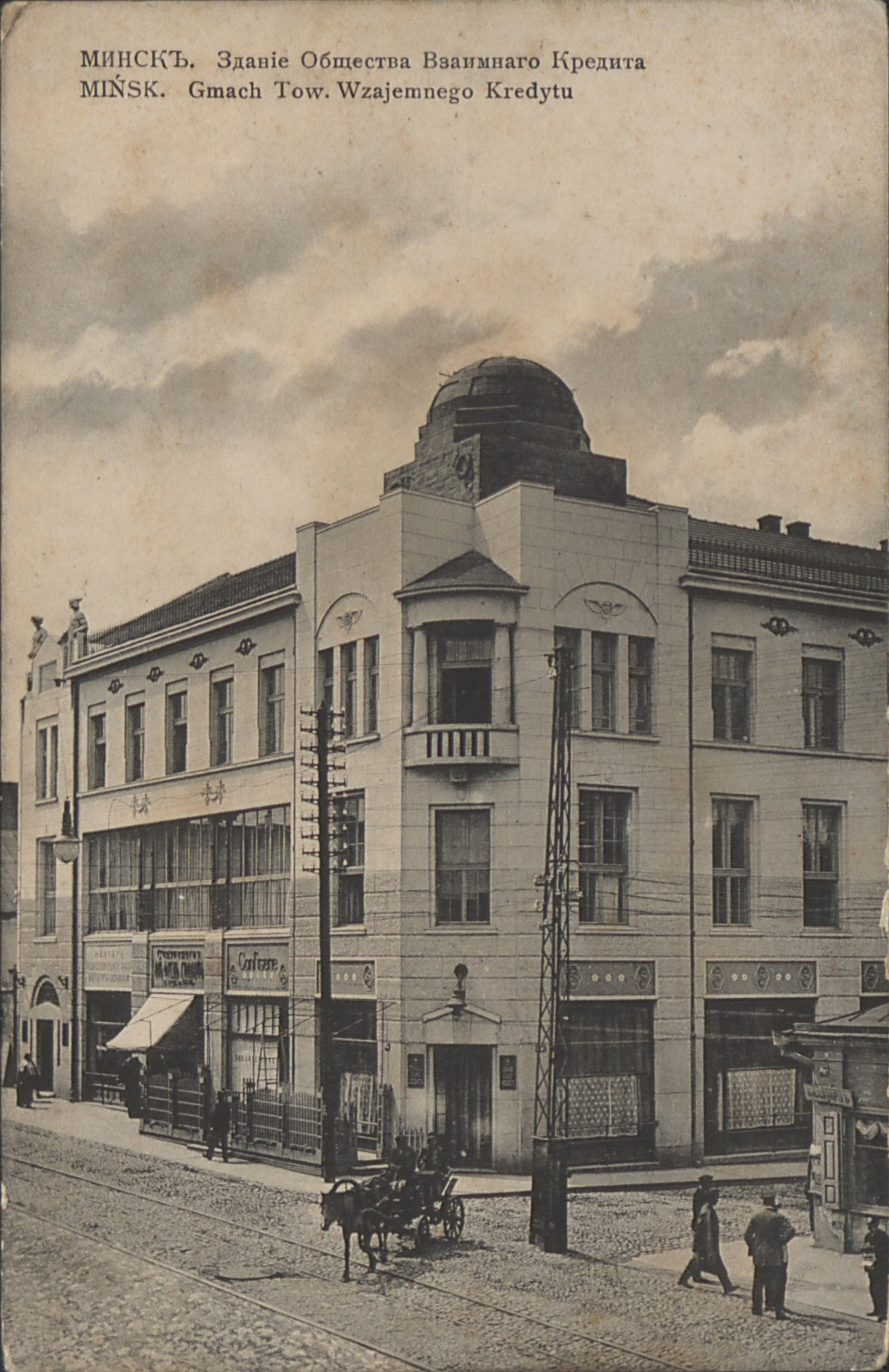
Здание Общества взаимного кредита в Минске, фото ранее 1917 года (здание не сохранилось)

В условиях действия в «западных губерниях» ограничительных, дискриминационных законов в отношении «польского» (польскоязычного и католического) дворянства, общество выступало защитником интересов местных землевладельцев (в том числе через деятельность своих юристов) перед российской властью, «всегда и в каждом обстоятельстве считало себя представителем класса землевладельцев в Западном крае и имело обязанностью не довести до потери чести и достоинства этого сословия». В конце 1890-х годов в ряды Минского общества сельского хозяйства (МОСХ) в качестве членов вступили братья граф Кароль Чапский (1860—1904) и граф Ежи Чапский (1861—1930) и быстро заняли в обществе одно из ведущих мест — по причине своей компетентности, хозяйственного таланта, личных качеств. Они быстро нашли общий язык и взаимопонимание с Войниловичем. Минский городской голова (1890—1901) граф Кароль Чапский (1860—1904) на каждом заседании МОСХ проявлял заметную активность и был избран членом Совета МОСХ. После смерти брата Кароля уже граф Ежи Чапский (1861—1930) был избран в Совет общества. Однако в члены Совета МОСХ приглашались и русские владельцы имений Минской губернии, чтобы убедить официальные власти, что общество не создаётся исключительно по национальному принципу и не занимается заговорщической антиправительственной деятельностью. Кроме того, Войнилович и другие руководители общества стремились наладить и закрепить хорошие отношения с русскими собственниками в губернии, сотрудничество с которыми в земстве уже тогда бралось во внимание. В состав общества вошло много высокопоставленных лиц, так как, в конце концов, стало гордостью быть членом МОСХ. Эдвард Войнилович как председатель МОСХ сумел заполучить контакт со всеми представителями официальной российской власти в губернии и смог добиться их уважения по отношению к себе и своей организации.
Членами МОСХ были представители и других литовско-белорусских губерний, где изначально не имелось сельскохозяйственных обществ. Если местные условия позволяли им создать свои губернские аграрные общества, они выходили из состава МОСХ. В Минск также приезжали поучиться и приобрести опыт все, кто планировал создать у себя подобные организации, — на общих собраниях МОСХ часто присутствовали гости из польских губерний (с Варшавы, Люблина, Седлеца, Сувалок и др.). Позже все они стали считать МОСХ своей «колыбелью».

## Экспериментальное поле в Тугановичах (1901)

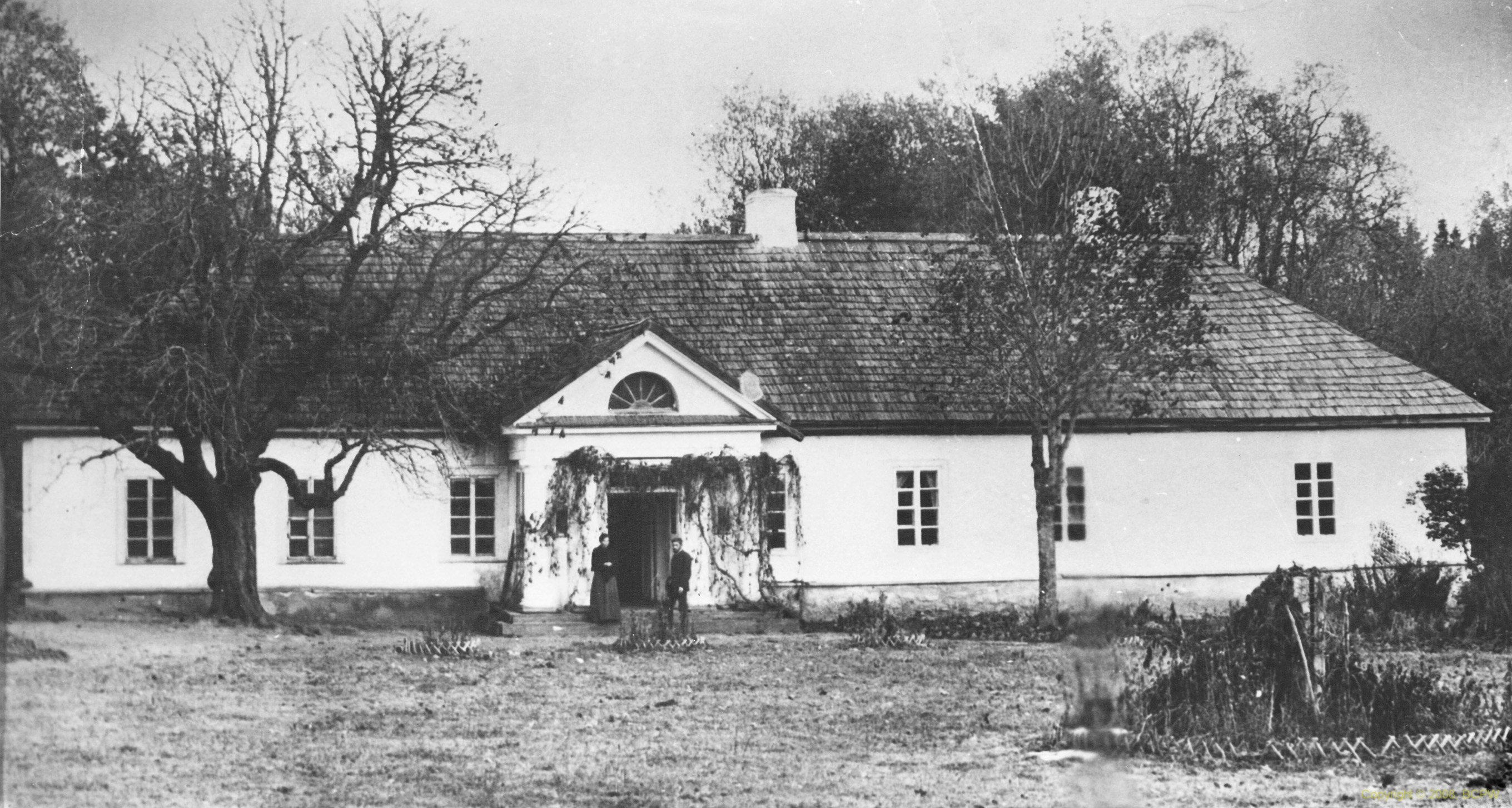
Усадьба в Тугановичах. Фото ранее 1899 года (здание не сохранилось)

Юзефа Тугановская, собственница имения Тугановичи (Новогрудский уезд), которая хранила в усадьбе всё, что было связано там с памятью Адама Мицкевича, в 1901 году пожелала, чтобы после её смерти в Тугановичах был создан музей великого поэта. После переговоров с Эдвардом Войниловичем она решила переписать Тугановичи в пользу Минского общества сельского хозяйства, сохранив за собой право пожизненного владения. «Но тогда были времена, когда даже и хорошее сделать было нелегко», — отметил в своих мемуарах Войнилович, так как, согласно указу от 10 декабря 1865 года, католикам не позволялось покупать или получать от других земли в «западных губерниях». Тот факт, что в МОСХ членами были не только землевладельцы-католики, но и православные, а также хорошие отношения с минским губернатором (и одновременно председателем МОСХ) князем Николаем Трубецким позволили Войниловичу получить разрешение на приобретение Тугановичей (через фиктивный акт покупки) на баланс МОСХ, которое в Тугановичах создало свою экспериментальную станцию. Для исследований использовались хозяйства членов общества, в имениях изучались передовые сельскохозяйственные достижения. Результаты практической работы обобщались в научных докладах.
Однако события Первой мировой войны сравняли усадьбу и парк с беседкой в Тугановичах с землёй, а сама Тугановская еле уцелела и стала нищей.

## Юбилейная сельскохозяйственная выставка в Минске (1901)

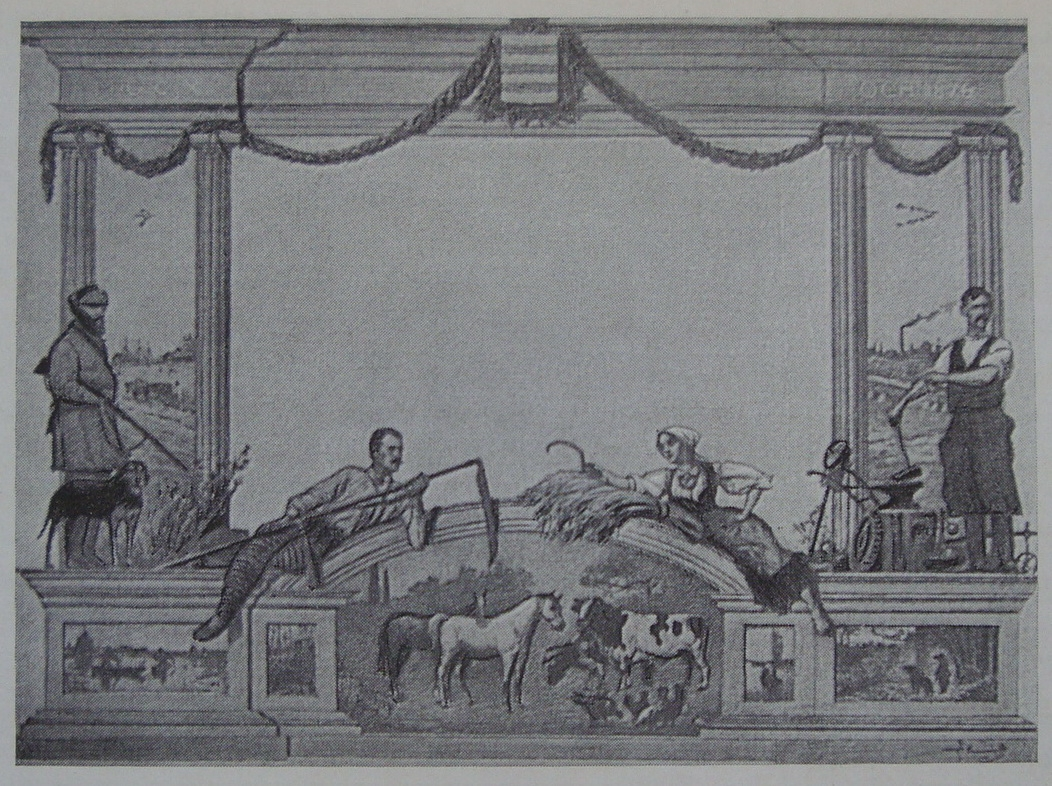
Эмблема Юбилейной сельскохозяйственной выставки МОСХ в Минске — эскиз диплома призёров выставки, 1901 год. Автор Генрих Вейсенгоф

Общество организовывало в разных городах Минской губернии выставки. В Минске с 26 августа по 4 сентября 1901 года проходила самая большая — Юбилейная выставка сельскохозяйственной и кустарной промышленности, которая была приурочена к 25-летнему юбилею деятельности Минского общества сельского хозяйства и привлекла к себе внимание землевладельцев не только Белоруссии и Литвы, но и польских губерний Российской империи. Выставка стала осуществлённой идеей и демонстрацией настоящего торжества высокого развития сельского хозяйства Минской губернии и всего края под руководством общества во главе с Эдвардом Войниловичем.
В 1912 году Минское общество сельского хозяйства также организовало заметные выставки-ярмарки животноводства.

## Общественная функция МОСХ
С самого начала своего существования, кроме хозяйственной функции, МОСХ начало заниматься (из-за отсутствия земств в «западных губерниях») решением многих местных проблем, став единственной влиятельной общественной организацией, где сконцентрировалась общественная деятельность состоятельных и среднезажиточных собственников имений Минской губернии. В лучшее время членами Минского общества сельского хозяйства были 675 человек — в основном, представители коренного католического дворянства (Абрампальские, Оскерко, Богдашевские, Ваньковичи, Войниловичи, Володковичи, Горваты, Друцкие-Любецкие, Ельские, Здяховские, Костровицкие, Кеневичи, Любанские, Свиды, Скирмунты, Чапские, Еленские и др.), которые именовались и как «литовцы» (или по-польски — «литвины»), и как «поляки» (в политонимическом значении), считая себя прямыми наследниками шляхетской элиты Великого княжества Литовского и Речи Посполитой. Минская выставка 1901 года способствовала активизации деятельности других губернских сельскохозяйственных обществ.
На базе общества начали создаваться другие общественные организации, которые, набрав организационную силу и опыт, становились самостоятельными. Эдвард Войнилович так подытожил результаты деятельности своей организации: «Общество, концентрируя в себе все жизнеспособные краевые силы, во всех событиях живого пульса жизни провинции принимало участие, не раз им управляло и всегда решительно в том или ином направлении высказывалось».
Он увидел, что усилия общества в конечном итоге привели к прогрессу сельского хозяйства этого региона Российской империи: «Зёрна добра и правды, брошенные нашими предками в землю, взошли и дали отличный результат — всеобщее благополучие. Теперь кажется это всё ясным и простым. Нет, господа. Не с лёгкостью был достигнут такой результат».

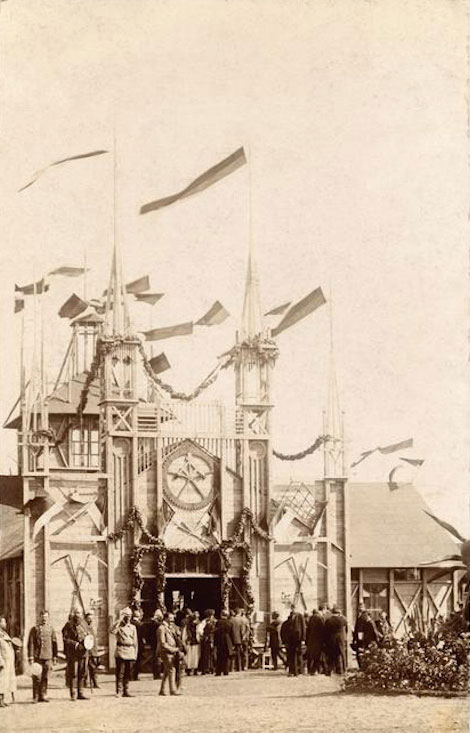
Сельскохозяйственная выставка в 1908 г. в городе Слуцке, организованная Минским обществом сельского хозяйства  (главный вход)
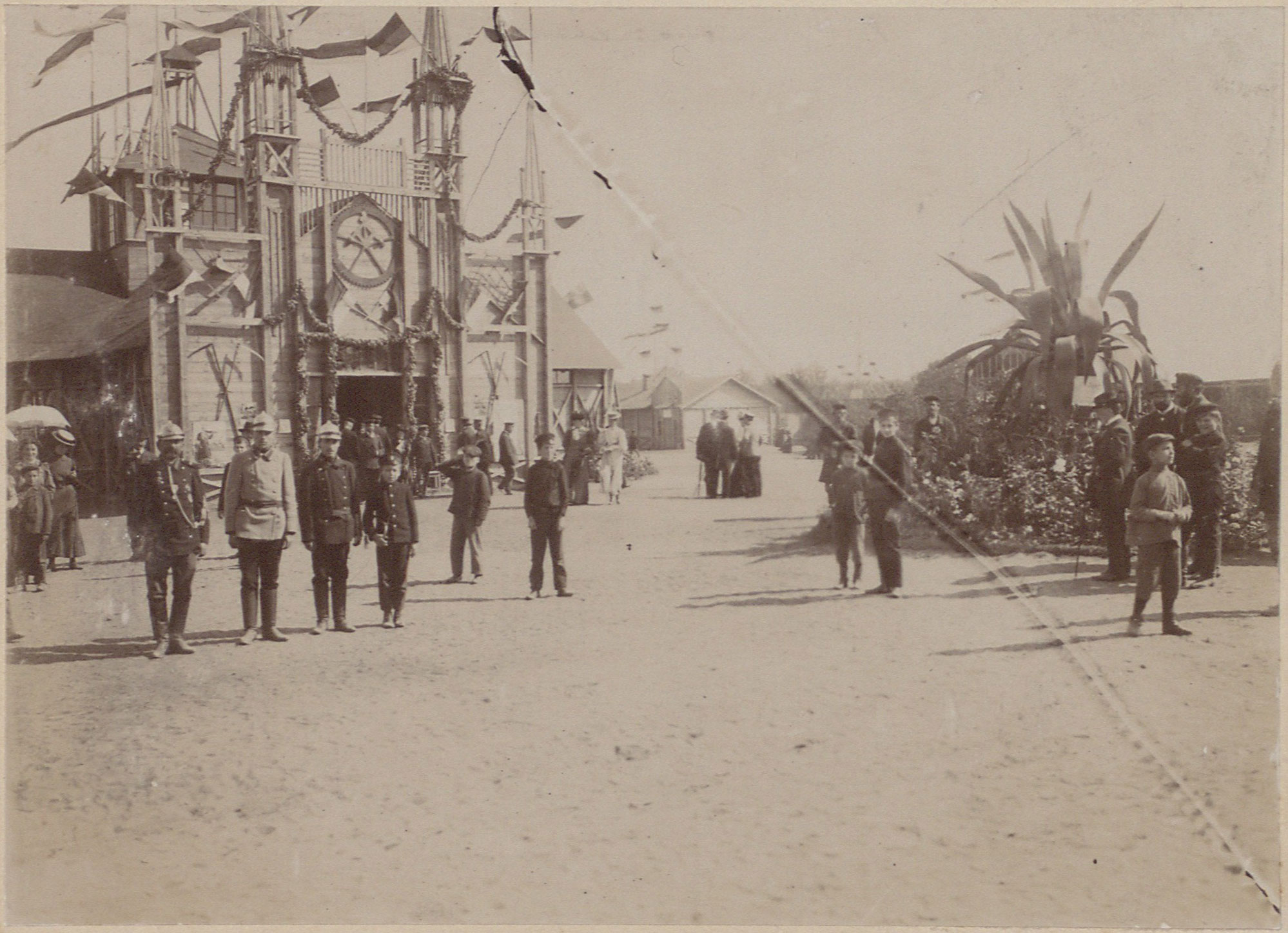
Сельскохозяйственная выставка в 1908 г. в Слуцке, организованная Минским обществом сельского хозяйства  (главный вход)
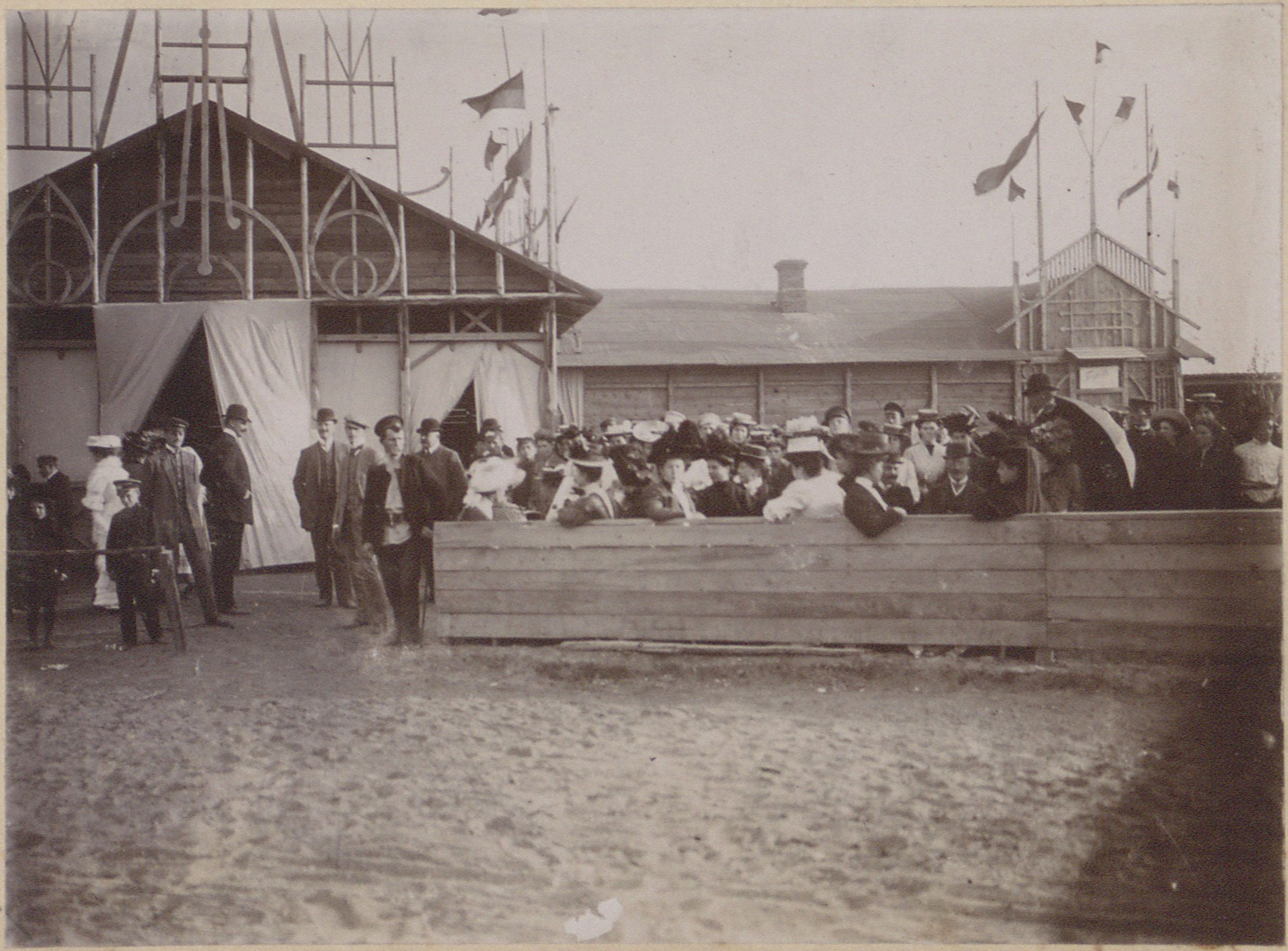
Сельскохозяйственная выставка в 1908 г. в Слуцке, организованная Минским обществом сельского хозяйства
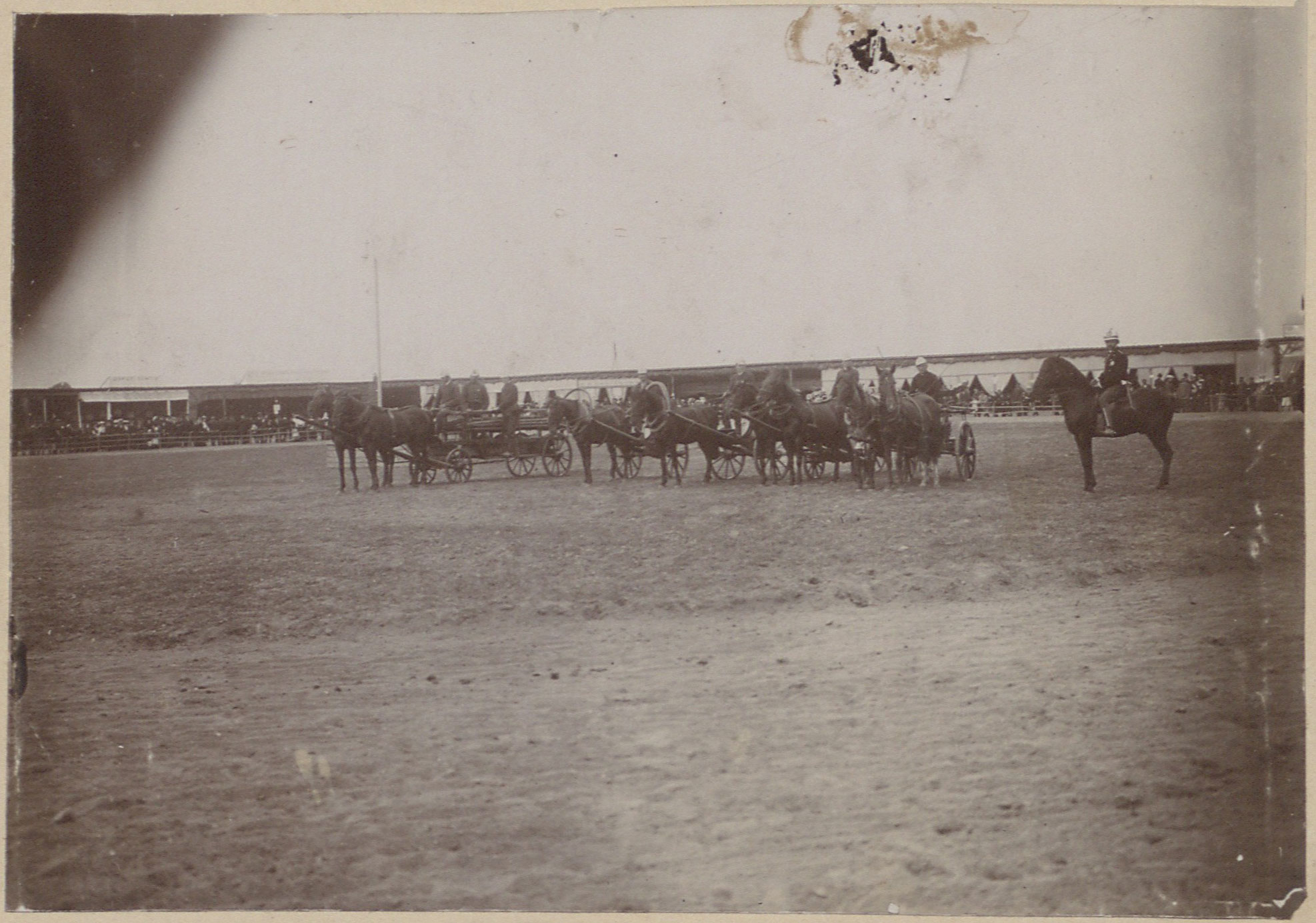
Сельскохозяйственная выставка в 1908 г. в Слуцке, организованная МОСХ  (демонстрация образцовых пожарных команд, которые предназначены для тушения пожаров на полях с зерном)

## Лидерство МОСХ в крае

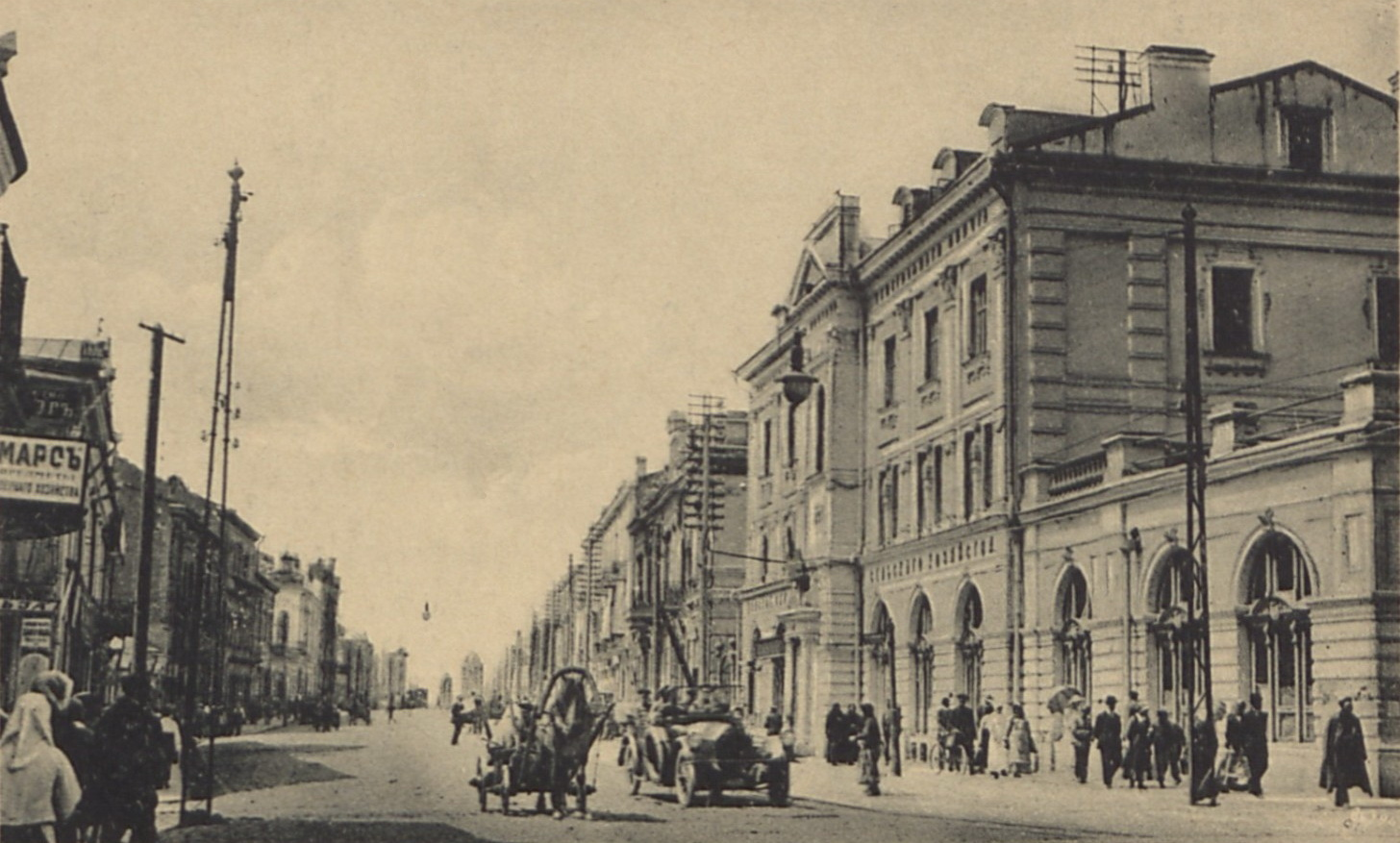
Главная усадьба Минского общества сельского хозяйства в Минске. Фотооткрытка ранее 1917 года (здание не сохранилось)

Минское общество сельского хозяйства (МОСХ) было крупнейшей и сильнейшей организацией подобного типа в крае и Российской империи, одной из передовых в технологическом плане, что во многом было заслугой её вице-председателя (а впоследствии и председателя) — Эдварда Вайниловича. Собрание общества признавало за Эдвардом руководство организацией, имевшего огромное уважение и популярность как в Минской губернии, так и за её пределами. О его невероятным авторитете и известности в обществе свидетельствовал тот факт, что землевладельцы, если точно не знали адрес Войниловича, писали на конверте просто «Пан Эдвард. Минск», и письма доходили до адресата в 90-тысячном городе. Коммуникабельность, способность сразу ориентироваться в различных профессиональных и социальных обстоятельствах, большой жизненный опыт, христианская набожность, реализм, лояльность по отношению к оппонентам позволяли Войниловичу умело управлять обществом, избегать острых моментов, которые могли бы повредить людям и организации. Оценивая влияние Эдварда Вайниловича на дворян Минской губернии, граф Ипполит Корвин-Милевский в своих мемуарах уважительно написал, что Войнилович создал самым шляхетным руководством свою «Минскую державку».
Созданные ранее Витебское (1876), а позже Могилёвское (1879), Виленское (1899), Ковенское (1900) и Гродненское сельскохозяйственные общества (1901) насчитывали меньше членов, чем Минское, — приблизительно 300—400 человек, в основном местных дворян-католиков (до 90 %). Во главе Гродненского общества стояли князь Станислав Святополк-Четвертинский (1838—1916) и Константин Скирмунт (1866—1949), Виленского — Ипполит Гечевич (1854—1935), Ковенского — Александр Мейштович (1864—1943), Могилёвского — Станислав Венцлавович, Витебского — Станислав Лопатинский (1851—?). Минское общество сельского хозяйства, на которое оглядывались сельскохозяйственные общества остальных литовско-белорусских губерний, фактически стало центральным в Северо-Западном крае, а Эдвард Войнилович — неофициальным лидером коренных дворян Северо-Западного края, сгруппированных в сельскохозяйственные общества.

## Неофициальные собрания МОСХ в Минске

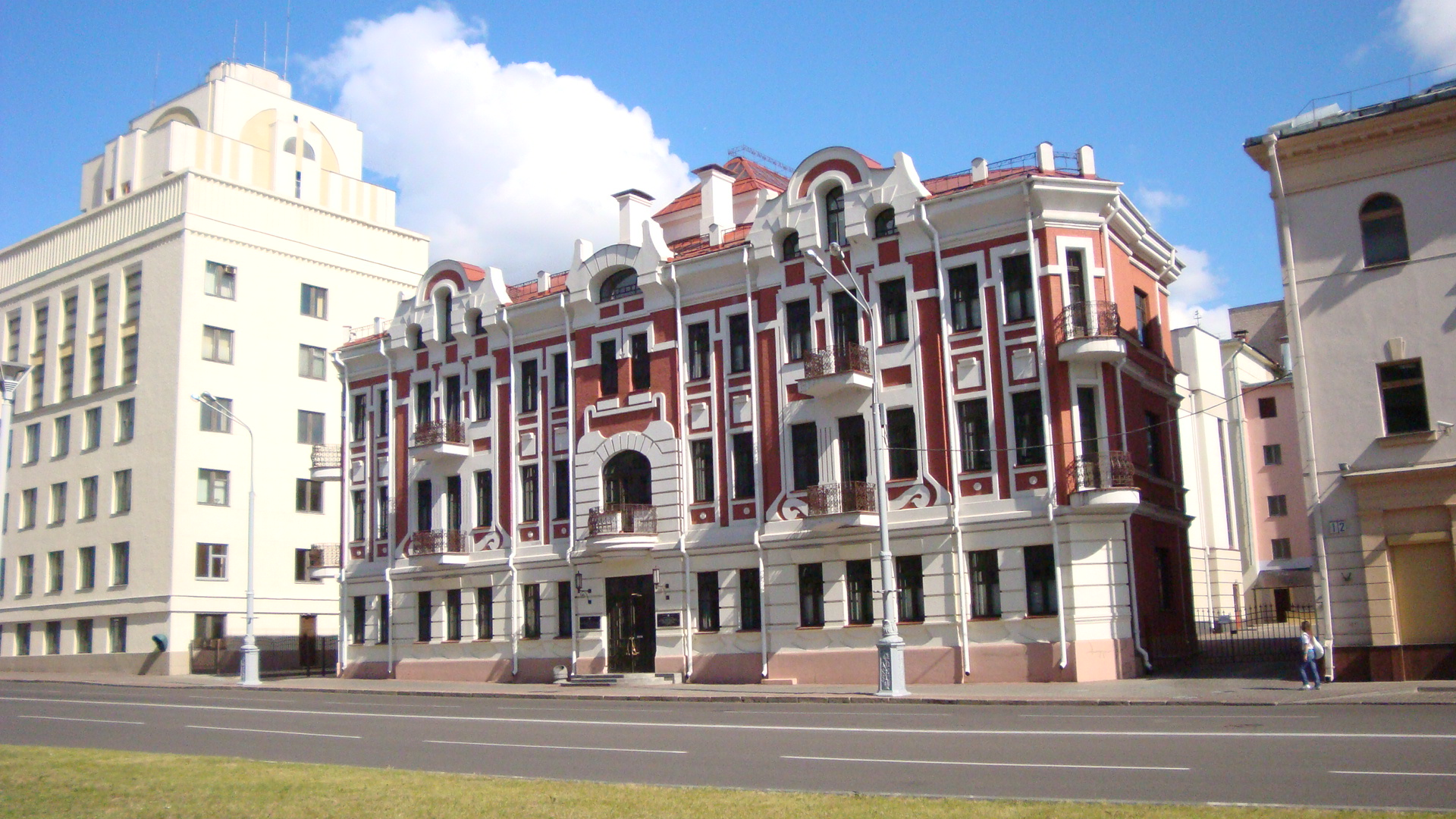
Бывший дом Яницкого в Минске, где на втором этаже находилась восьмикомнатная квартира Ядвиги Костровицкой. Фото 2008 года

В Минске в квартире Ядвиги Костровицкой, сестры Эдварда Войниловича, в доме на улице Захарьевской (№ 20) часто происходили неформальные собрания членов МОСХ, что делало квартиру Костровицких важным центром общественно-политической жизни Северо-Западного края. Эдвард Войнилович так отметил в своих мемуарах о своей сестре: «Чрезвычайно интеллигентная, постоянно занята общественной жизнью, гостеприимная, она давала в Минске во время общих собраний Общества «политические обеды», на которые прибывших на заседание тех или иных делегатов, а также выдающихся членов Общества я от её имени приглашал. Трудно перечислить всех тех, кто побывал в её салонах; нет дела, которое бы во время тех обедов не было затронуто, чтобы позже на общем собрании получить формальное утверждение. Шли оживлённые дебаты, ни одним взглядам и выражению убеждений не ставились препятствия. Старка, вино и природный юмор хозяйки оживляли беседы, быть приглашённым на которые считалось большой честью, а мне, как председателю, помогала выбирать надлежащую ориентацию в направлении совместной работы, не раз выравнивать расхождения во взглядах и т. д.».

## Особое совещание о нуждах сельскохозяйственной промышленности (1902—1903)
В 1902—1903 годах губернские сельскохозяйственные общества приняли активное участие в работе местных комитетов Особого совещания о нуждах сельскохозяйственной промышленности. Инициатором Совещания был российский министр финансов Сергей Витте (1849—1915). Обозначая пределы компетенции комитетов, он заявил о полной свободе в высказывании собственных взглядов на положение сельского хозяйства и выразил надежду, что участники Совещания не будут преследовать цели, которые не имеют отношения к промышленности.
Как вице-председатель МОСХ Эдвард Войнилович был приглашён в состав губернского комитета, но работал параллельно над предложениями и с членами сельскохозяйственного общества. Он высказался в своих мемуарах: «Эти работы были напечатаны и представляли собой довольно большую брошюру, которая со всех сторон свидетельствовала о способности к подобным разработкам нашего Общества. Дело двигалось очень активно — люди ещё верили, что эта работа может дать что-то полезное для края, поэтому горячо взялись за неё. Это была, может, минута наиболее интенсивной работы в составе Общества».
В записках представителей МОСХ в минском комитете (в частности, Эдварда Войниловича) указывалось, что бедственное состояние сельского хозяйства в Северо-Западном крае связано с протекцией российского правительства только промышленности, неправильной финансовой политикой в Российской империи и невежеством крестьян, характером землепользования, наличием сервитутов и т. д. В качестве необходимых мер представители МОСХ предлагали совершенствование тарифа за провоз сельскохозяйственных продуктов, учёт в договорах интересов сельского хозяйства путём беспошлинного ввоза в Российскую империю сельскохозяйственных машин, упорядочение экспорта хлеба, уменьшение роли торговых посредников и т. д. Эти меры ярко отражали интересы дворян Северо-Западного края, которые стремились вести хозяйство в своих имениях капиталистическим способом.
Кроме того, рассмотрение проблем сельскохозяйственной промышленности неизбежно делало объектом дискуссии политическое и культурное положение местных дворян литовско-белорусских губерний. И надо отдать должное членам сельскохозяйственных обществ, которые неоднократно подчёркивали, что обязательным условием развития сельского хозяйства и промышленности является свобода и равенство в политической, социально-экономической и культурной областях жизни, а также отклонение идеи национализации земли. Защищая права частной собственности на землю и необходимость сохранения дворянских имений крупных и средних размеров, деятели МОСХ ссылались на особую роль дворянства в истории края и Российской империи. Эдвард Войнилович в своей записке писал: «При лидерском значении дворянского сословия сложилось всё культурное прошлое государства, на силе и инициативе этого сословия основано нынешнее развитие производительных сил провинции».
Однако начало русско-японской войны (1904—1905) на некоторое время прекратило многие реформаторские меры царского правительства, в том числе в аграрной сфере.

## Взгляды на аграрный вопрос

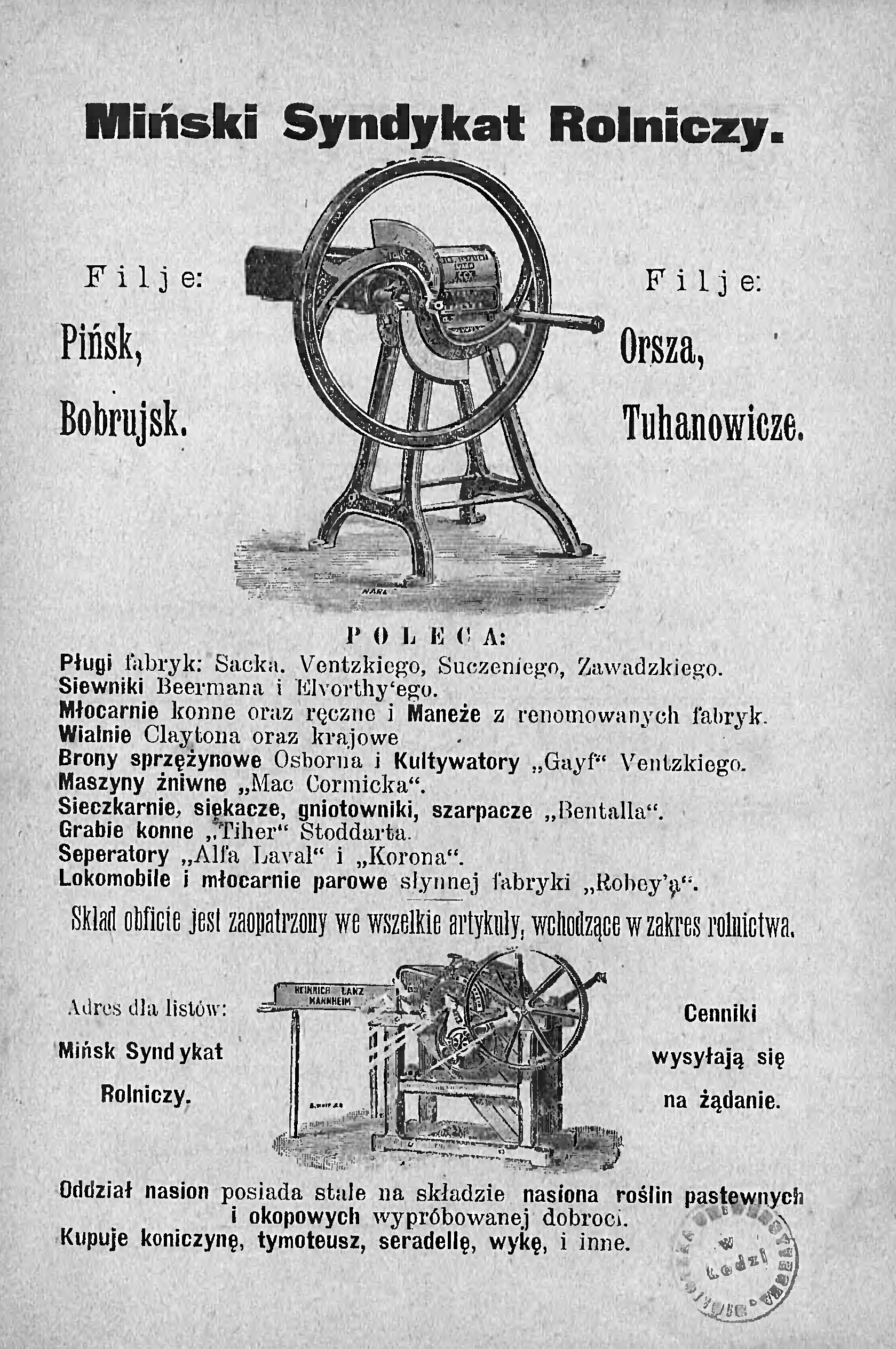
Коммерческое объявление торгового отдела (т. наз. «Минского сельскохозяйственного синдиката») Минского общества сельского хозяйства о продаже сельскохозяйственных орудий и машин в польском журнале-календаре «Kalendarz Minski na rok przestępny 1908», напечатанном в городе Минске Минском обществом благотворительности в 1907 году

Наиболее рельефно начальные позиции лидеров МОСХ (во время революции 1905—1907 годов в России) были отражены в докладе члена МОСХ Генриха Свенцицкого «Аграрный вопрос» от 5 марта 1906 года Минскому обществу сельского хозяйства.
Свенцицкий указал, что идея национализации земли как способ решения не только аграрного вопроса, но и других экономических и политических проблем не является новой, так как высказывалась ещё Жан-Жаком Руссо и Генри Джорджем, но она не прижилась во всех цивилизованных странах. Абсурдность предложений социалистов о разделе богатства между всеми гражданами Свенцицкий видел в том, что ликвидация частной собственности неизбежно приведёт общество к застою, экономической отсталости и бедности, а не процветанию, так как лишит импульса к трудовой активности и стимулов к повышению производительности труда. Свенцицкий в докладе критиковал тех русских землевладельцев в Северо-Западном крае, которые не выступали против отчуждения своих земель в крае, только бы им за такое отчуждение земли заплатили. Он говорил, что для местных католических дворян Северо-Западного края, являющихся собственниками поместий, это особенно неприемлемо, так как они живут в крае и любят лично управлять имениями, а значительная часть русских землевладельцев в крае не живёт и управляет своими имениями через экономов или сдаёт в аренду.
Отбросив идею национализации земли и принцип отчуждения части частновладельческих земель, Свенцицкий относительно решения аграрного вопроса выступил за создание благоприятных условий хозяйствования для крестьян на тех землях, которыми они владеют. Он указывал на вредность для крестьян нынешней налоговой системы, которая имеет сословный характер, когда на одну десятину крестьянской земли налог составляет 1 рубль 49 копеек, а на одну десятину дворянской земли — 20 копеек. В качестве необходимых мер по решению аграрного вопроса в Российской империи Генрих Свенцицкий видел: совершенствование налоговой политики в направлении равномерности налогообложения для всех слоёв населения; ликвидацию крестьянской общины и создание частных крестьянских хозяйств; ликвидацию земельной чересполосицы и сервитутов; предоставление крестьянам льготных и долгосрочных кредитов для приобретения земли; создания Государственного банка вместо существующих Дворянского банка и Крестьянского банка; увеличение расходов на народное просвещение; улучшение агрономической образованности крестьян в деле ведения своих хозяйств и др.
Подобные взгляды были доминирующими у краёвцев-консерваторов и высказывались депутатами-краёвцами в Государственной Думе и Государственном Совете Российской империи, хотя в некоторых проектах (Эдварда Войниловича, Иеронима Друцкого-Любецкого, ксендза Антония Сонгайлы и др.) звучали возможности уступок (отчуждения части частновладельческих земель в пользу крестьян) за соответствующую денежную компенсацию собственникам поместий.

## Лидеры «краёвцев»
Именно лидеры и члены Минского общества сельского хозяйства (Эдвард Войнилович, Александр Скирмунт, граф Ежи Чапский, князь Иероним Друцкий-Любецкий, Роман Скирмунт и др.) выдвинулись на роль лидеров в разработке и реализации идей «краёвости» в 1905—1918 годах — в её либерально-консервативном течении.
Члены Минского общества сельского хозяйства приняли активное участие в баллотировании на должности депутатов Государственной Думы и Государственного Совета Российской империи, где выступали с идеями «краёвости» — в первую очередь, с идеей создания административно-территориальной автономии с литовско-белорусских губерний в составе Российской империи, а также стали главными основателями Краёвой партии Литвы и Белоруссии (1907).

## Структура МОСХ накануне Первой мировой войны
В 1914 году, накануне Первой мировой войны, число членов общества, которые ежегодно платили по 10 рублей членского взноса, достигло 508 человек. Вступительный взнос для новых членов был 2 рубля. При обществе имелись следующие секции: 1) лесная секция; 2) секция кустарного производства и домашнего хозяйства; 3) агрономическая секция; 4) садоводческая секция; 5) животноводческая и коневодческая секция; 6) коммерческий отдел (т. наз. торговый синдикат); 7) сервитутная комиссия; 8) комитет тугановичского исследуемого поля; 9) минский отдел Императорского российского общества садоводства; 10) минский отдел Российского общества винокуренных заводчиков. Постоянными учреждениями МОСХ в то время были: библиотека; опытное поле; садоводческая, животноводческая и семенная выставка; образцовая ткацкая мастерская в Койданове; 8 связующих пунктов (для лошадей); инспекция (контроль) животных дворов; метеорологическая станция II разряда; ботаническая лаборатория.
Кроме того, МОСХ имело свои филиальные отделы в уездах — Игуменский (основан в 1908 году), Мозырско-Речицкий (с центром в Мозыре — основан в 1908 году), Новогрудский (основан в 1906 году), Полесский (с центром в Пинске — основан в 1901 году) и Слуцкий (основан в 1905 году) отделы. В сферу контроля МОСХ входили также Давид-Городокское сельскохозяйственное общество (основано в 1912 году), Барановичский земледельческий кружок (основан в 1908 году), Осовский и Столинский земледельческие кружки в Пинском уезде (основаны в 1908 году), Клецкий земледельческий кружок в Слуцком уезде (основан в 1908 году).

## В начале Первой мировой войны
Большинство местных собственников поместий Минской губернии решили не эвакуироваться в центральные губернии Российской империи, а остаться, так как война могла полностью разрушить оставшиеся имения, которые с перспективой рассматривались как фундамент экономики края.
Самая влиятельная организация в Минской губернии — МОСХ главе с Эдвардом Войниловичем — как во время российской военной власти, так и немецкой, старалась максимально смягчить различные конфликты, проявления произвола и потерь, неизбежных в условиях войны. МОСХ активно занималось помощью беженцам и жертвам войны, сохраняло эвакуированный породистый скот, сумело наладить взаимопонимание с российскими генералами и организовать плодотворный уход за частными хозяйствами Минской губернии, стараясь взять в свои руки поставки леса, лошадей и хлеба с усадеб для армии, чем отдавать эти функции военным представителям (по правилам военного времени российские военные власти без разрешения собственников могли проводить реквизиции). Это помогло избежать миллионных убытков для хозяйства губернии. В мемуарах Эдвард Войнилович написал: «Сельскохозяйственное общество как коллективная организация никогда не вступало с другими организациями в полемику и не составляло им конкуренции (и это похвально), а только предоставляло убежище в своих стенах, заходя в своём гостеприимстве так далеко, что гости не раз забывали даже об обязанностях гостя перед хозяином».

## Закрытие МОСХ (1921 год)
29 апреля 1921 года в Варшаве состоялось заседание Совета Минского общества сельского хозяйства (МОСХ), где присутствовал и член Совета граф Ежи Чапский. Был написан проект протокола, который декларировал самоликвидацию общества и по содержанию был своеобразным «завещанием»: сокращённо рассказывал об истории создания и деятельности общества, его роли в общественной жизни края, подводил итоги работы и указывал причины закрытия организации. По сути это был обвинительный акт против подписантов Рижского договора 1921 года, среди которых не было ни одного представителя от жителей Белоруссии, и против польского сейма, который ратифицировал позорный договор. Окончательный проект протокола лично редактировал Эдвард Войнилович. Советом было решено представить 1 мая 1921 года протокол о самоликвидации Минского общества сельского хозяйства на рассмотрение всех членов общества и предложить создать подобное общество сельского хозяйства с центром в Барановичах или Новогрудке, куда передать уцелевшие денежные фонды Минского общества сельского хозяйства.
1 мая 1921 года на общем собрании членов МОСХ в Варшаве в зале Центрального общества сельского хозяйства (в доме № 30 на улице Коперника) Эдвард Войнилович зачитал протокол, который был одобрен под аплодисменты присутствующими. Политическая часть протокола была опубликована в газетах.

## Комментарии
1. ↑  Дом Оскара Яницкого был одним из самых привилегированных в городе и имел высокую степень комфортности (водопровод, канализация, ванные комнаты, туалеты). Сейчас в этом доме находится Институт переподготовки и повышения квалификации судей, работников прокуратуры, судов и учреждений юстиции Белорусского государственного университета (Минск, ул. Советская, 14).
2. ↑  В Российской империи кризисные моменты в аграрной сфере в конце XIX—начала XX века проявлялись, в первую очередь, в периодическом масштабном голоде крестьянства (сопровождавшемся эпидемиями и бунтами) по причине неурожаев. Радикальные политики, экономисты и представители интеллигенции причиной этого считали крестьянское малоземелье («земельный голод») и видели выход в необходимости принудительного перехода земли дворян к крестьянам. Радикальные агитаторы даже призывали крестьян брать чужую землю силой и совершить передел земли, поэтому радикальные настроения витали среди крестьян и проявлялись в погромах дворянских имений. Современные исторические исследования показывают, что в действительности «земельного голода» в Российской империи не было. Размер земли крестьянского двора даже в самых бедных губерниях Российской империи был выше размера земли крестьян в Западной Европе. В начале XX века в центральных губерниях Российской империи размер пригодной для земледелия земли на душу населения составлял 2,8 га; во Франции — 2 га; в Германии — 1,8 га; в Италии — 1,1 га. При этом в Российской империи крестьянам принадлежало 62 % всех пригодных для земледелия земель, во Франции — 55 %, в Пруссии — 12 %, а в Англии (самой экономически развитой стране Европы) почти все крестьяне не были собственниками, а арендаторами земли собственников имений. Современные исторические исследования показывают, что главной причиной аграрного кризиса в Российской империи были как объективные факторы (уравнительная роль крестьянской общины, высокая арендная стоимость земли, низкие мировые цены на хлеб и т. д.), так и субъективные — отсталая культура земледелия русского крестьянина (примитивные технические приёмы обработки земли (даже плодородной), отсутствие новой сельскохозяйственной техники и неумение ею пользоваться из-за низкого уровня образованности крестьян, отсутствие хороших семян, малое и нерациональное удобрение почвы, отсутствие правильных экономических стимулов к труду и др.), что приводило к низкой урожайности, когда за сорок лет (1860—1900) урожайность ржи с 30 пудов с десятины поднялась только до 39 пудов и была в 4-5 раз ниже, чем в западноевропейских странах. См .: История России. XX век: в 2-х т. / Отв.ред. А. Б. Зубов. — Москва: АСТ, 2009. — Т. I. — С. 71-73.